# تپه چقا قاضی
تپه چقا قاضی مربوط به هزاره سوم و ۲ قبل از میلاد - دوره اشکانیان - دوره ساسانیان - سده‌های میانه دوران‌های تاریخی پس از اسلام است و در شهرستان سرپل ذهاب، بخش مرکزی، دهستان دشت ذهاب، ۳ کیلومتری جنوب روستای کوئیک محمود (حاتمی) واقع شده و این اثر در تاریخ ۱۸ اسفند ۱۳۸۷ با شمارهٔ ثبت ۲۴۸۴۵ به‌عنوان یکی از آثار ملی ایران به ثبت رسیده است.